# 阿拉索亚巴
阿拉索亚巴是巴西伯南布哥州的一个市镇。总面积96.38平方公里，总人口16511人，人口密度171.3人/平方公里。